# Stazione di Soresina
Stazione di Soresina vasútállomás Olaszországban, Lombardia régióban, Soresina településen.

## Vasútvonalak
Az állomást az alábbi vasútvonalak érintik:
- Treviglio–Cremona-vasútvonal

## Kapcsolódó állomások
A vasútállomáshoz az alábbi állomások vannak a legközelebb:
- Stazione di Casalbuttano (Treviglio–Cremona-vasútvonal, kelet)
- Stazione di Castelleone (Treviglio–Cremona-vasútvonal, nyugat)